# Peter le Page Renouf
Peter le Page Renouf (23. srpna 1822 Guernsey – 14. října 1897 Londýn) byl britský egyptolog. Byl profesorem orientálních jazyků a dějin na univerzitě v Dublinu. Věnoval se především staroegyptskému písemnictví a náboženství.

## Dílo
- Traduction d'un chapitre (72) du rituel funéraire des anciens Égyptiens. Aschaffenburg (1860)
- A prayer from the Egyptian Ritual. Dublin (1862)
- Miscellaneous notes on Egyptian philology. London (1865)
- An elementary grammar of the ancient Egyptian language in the Hieroglyphic type. London (1875)
- Lectures on the origin and growth of religion of ancient Egypt. London (1880)
- The condemnation of Pope Honorius. (1868)
- The case of Pope Honorius reconsidered. Göttingen (1869)